# Juan de Lugo
Juan de Lugo y de Quiroga (Madrid, 25 novembre 1583 – Roma, 20 agosto 1660) è stato un gesuita, cardinale e teologo spagnolo del Rinascimento, esponente di spicco della scuola di Salamanca.

## Biografia
Juan de Lugo nacque a Madrid il 25 novembre 1583. Sia suo padre (Juan de Lugo, caballero jurado originario di Siviglia) che sua madre (Teresa de Quiroga) appartenevano a famiglie aristocratiche. Suo cugino era l'umanista José Antonio González de Salas.
Juan fu un bambino precoce: all'età di tre anni era già capace di leggere libri a stampa o manoscritti; a dieci anni ricevette la tonsura; a quattordici difese pubblicamente una tesi di logica, e quasi contemporaneamente gli fu conferito dal re Filippo II di Spagna un beneficio ecclesiastico, che mantenne fino all'ordinazione sacerdotale, nel 1618.
Come il fratello maggiore Francisco, fu mandato dal padre a studiare giurisprudenza all'Università di Salamanca, dove probabilmente conobbe Diego de Saavedra Fajardo. Quando Francisco entrò nella Compagnia di Gesù, Juan decise di seguire la stessa strada di suo fratello. Chiese per due volte al padre il permesso di entrare nella Compagnia ma, non essendo riuscito a ottenerlo, vi entrò senza il suo consenso il 6 luglio 1603. Studiò filosofia presso il collegio dei gesuiti a Pamplona e teologia a Salamanca.
Dopo aver completato gli studi fu nominato professore di filosofia a Medina del Campo nel 1611, e poi professore di teologia a Valladolid, dove insegnò per cinque anni. La sua fama come professore di teologia attirò l'attenzione del generale dell'ordine Muzio Vitelleschi, e il de Lugo fu convocato a Roma, dove arrivò all'inizio di giugno del 1621. Nella città eterna egli insegnò teologia per vent'anni, guadagnandosi un'immensa reputazione per la sua profonda conoscenza della filosofia scolastica e per la mirabile brevità e chiarezza dell'esposizione.

### Cardinalato

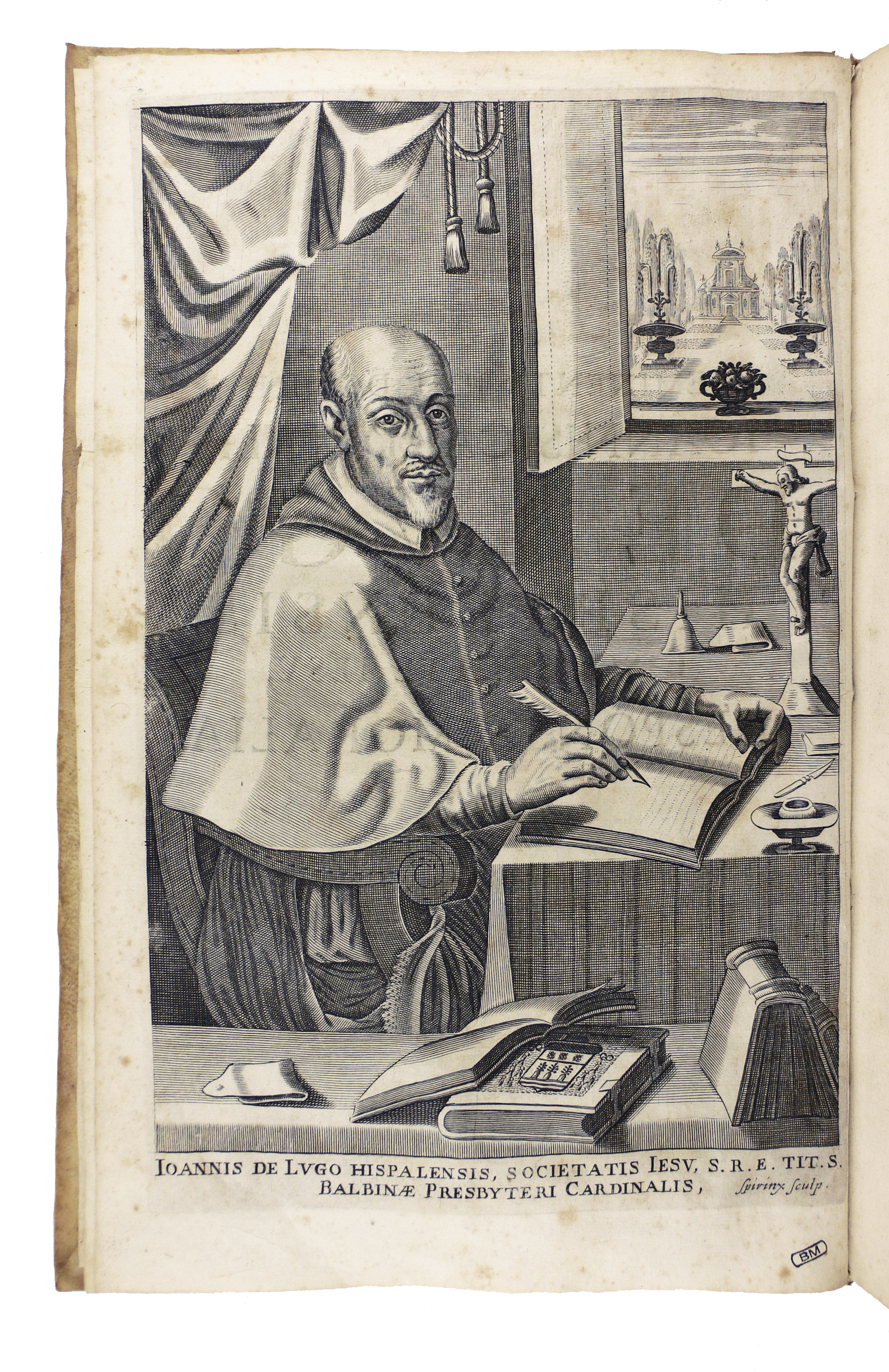
Il cardinale Juan de Lugo (incisione dai Responsorum moralium libri sex, 1651, Milano, Fondazione Mansutti).

Le lezioni del de Lugo furono diffuse dai copisti in molti paesi prima ancora di esser pubblicate. Quando il preposito generale della Compagnia gli ordinò di stampare le sue opere, il de Lugo obbedì, e senz'aiuto preparò in cinque anni il materiale per i primi tre volumi (1633, 1636, 1638). Quando stava per esser pubblicato il quarto volume, De justitia et jure, i suoi superiori pensarono che fosse opportuno dedicarlo a papa Urbano VIII; il de Lugo dovette presentarlo al papa di persona, e questi fu così sorpreso e deliziato dalla cultura del teologo spagnolo che nel 1643 lo creò cardinale, posizione che il de Lugo accettò con riluttanza. Dopo esser diventato cardinale, il de Lugo smise d'insegnare, ma molte delle sue opere furono pubblicate dopo il 1643.
Come cardinale, ebbe spesso occasione di mettere le sue conoscenze al servizio della Chiesa, specialmente nelle deliberazioni delle congregazioni romane del Sant'Uffizio e del Concilio. Alla morte di papa Urbano, il de Lugo partecipò al conclave del 1644. Essendo una creatura dei Barberini, la maggior parte dei cardinali pensava che avrebbe votato a favore del loro candidato, Giulio Cesare Sacchetti, appartenente alla fazione francese. Il de Lugo, al contrario, sorprese il Collegio cardinalizio e si dichiarò favorevole al candidato spagnolo, Giovanni Battista Pamphili, che alla fine fu eletto e prese il nome di Papa Innocenzo X.
Morì a Roma il 20 agosto 1660, all'età di 76 anni, assistito dal cardinale gesuita Pietro Sforza Pallavicino, uno dei suoi più devoti discepoli. Secondo il suo desiderio, fu sepolto vicino alla tomba del fondatore dell'ordine S. Ignazio di Loyola, in modo che "il suo cuore potesse riposare dov'era il suo tesoro", com'è scritto nel suo epitaffio. La sua generosità verso i poveri era celebre: sebbene non guadagnasse molto, il de Lugo distribuiva quotidianamente pane, denaro e persino medicinali, come il chinino, che portava ai malati che andava a visitare all'arcispedale di Santo Spirito in Sassia. Il De Lugo fu anzi uno dei maggiori promotori della diffusione del chinino. Nel 1643, il cardinale chiese a Gabriele Fonseca, medico personale di papa Innocenzo X, di condurre uno studio sull'efficacia sulla corteccia della cinchona. Nel suo rapporto il Fonseca scrisse che il chinino era il più efficace rimedio contro la malaria trovato fino a quel momento. Nel 1649, sempre per ordine del de Lugo, Pietro Paolo Puccerini, farmacista del Collegio Romano, redasse le istruzioni sui dosaggi e sulla corretta applicazione del chinino in una ricetta a stampa denominata Schedula Romana.

## Opere
Le opere di Juan de Lugo, alcune delle quali non sono mai state stampate, coprono quasi l'intero campo della teologia morale e dommatica. Il primo volume, De Incarnatione Domini, pubblicato a Lione nel 1633, fu seguito dal De sacramentis in genere, dal De venerabili eucharistiæ sacramento et de sacrosancto missæ sacrificio (Lione, 1636), dal De virtute et sacramento poenitentiæ, de suffragiis et indulgentiis (Lione, 1638). Il De justitia et jure, l'opera alla quale il de Lugo deve la sua fama, fu pubblicato a Lione nel 1642. Nella composizione di questo importante trattato, il de Lugo si servì della conoscenza del diritto acquisita negli anni giovanili a Salamanca. Fu questo il lavoro che dedicò e presentò al papa di persona e che si può dire gli guadagnasse la berretta cardinalizia.
Il De Lugo scrisse molte altre opere: De virtute fidei divinæ (Lione, 1646) e Responsorum morialum libri sex (Lione, 1651), pubblicato dal suo ex allievo, confratello e amico, il cardinale Pietro Sforza Pallavicino. Nei sei libri di Responsa il de Lugo dà, dopo un'approfondita discussione, la soluzione di molti casi difficili di teologia morale. Il settimo volume, "De Deo, de angelis, de actibus humanis et de gratia" (Colonia, 1716), fu pubblicato più di cinquant'anni dopo la morte dell'autore.
Molti altri lavori di teologia e soprattutto di filosofia ("De anima", "Philosophia", "Logica", "De Trinitate", "De visione Dei", ecc.) sono ancora conservati manoscritti nelle biblioteche di Madrid, Salamanca, Karlsruhe, Malines ecc.
Tra le opere non stampate sono particolarmente interessanti l'analisi del De frequenti Communione di Arnauld e le Memorie del conclave d'Innocenzo X: Risposta al discorso ... che le corone hanno jus d'eschiudere li cardinali del Pontificato.
Sant'Alfonso de' Ligouri non esitò a considerarlo il più grande teologo morale subito dopo il Dottore della Chiesa San Tommaso d'Aquino, "post S. Thomam facile princeps", e papa Benedetto XIV lo definì "luce della Chiesa". Due edizioni complete delle opere di de Lugo furono pubblicate a Venezia nel 1718 e nel 1751, ognuna delle quali composta di sette volumi. Un'altra edizione (Parigi, 1768) non fu mai completata. L'ultima edizione è quella di Fournials (1868-69), in sette volumi, al quale fu aggiunto nel 1891 un ottavo volume contenente i "Responsa moralia" e gli "Indici".

## Conclavi
Durante il suo cardinalato Juan de Lugo partecipò a:
- conclave del 1644, che elesse papa Innocenzo X
- conclave del 1655, che elesse papa Alessandro VII

## Libri pubblicati

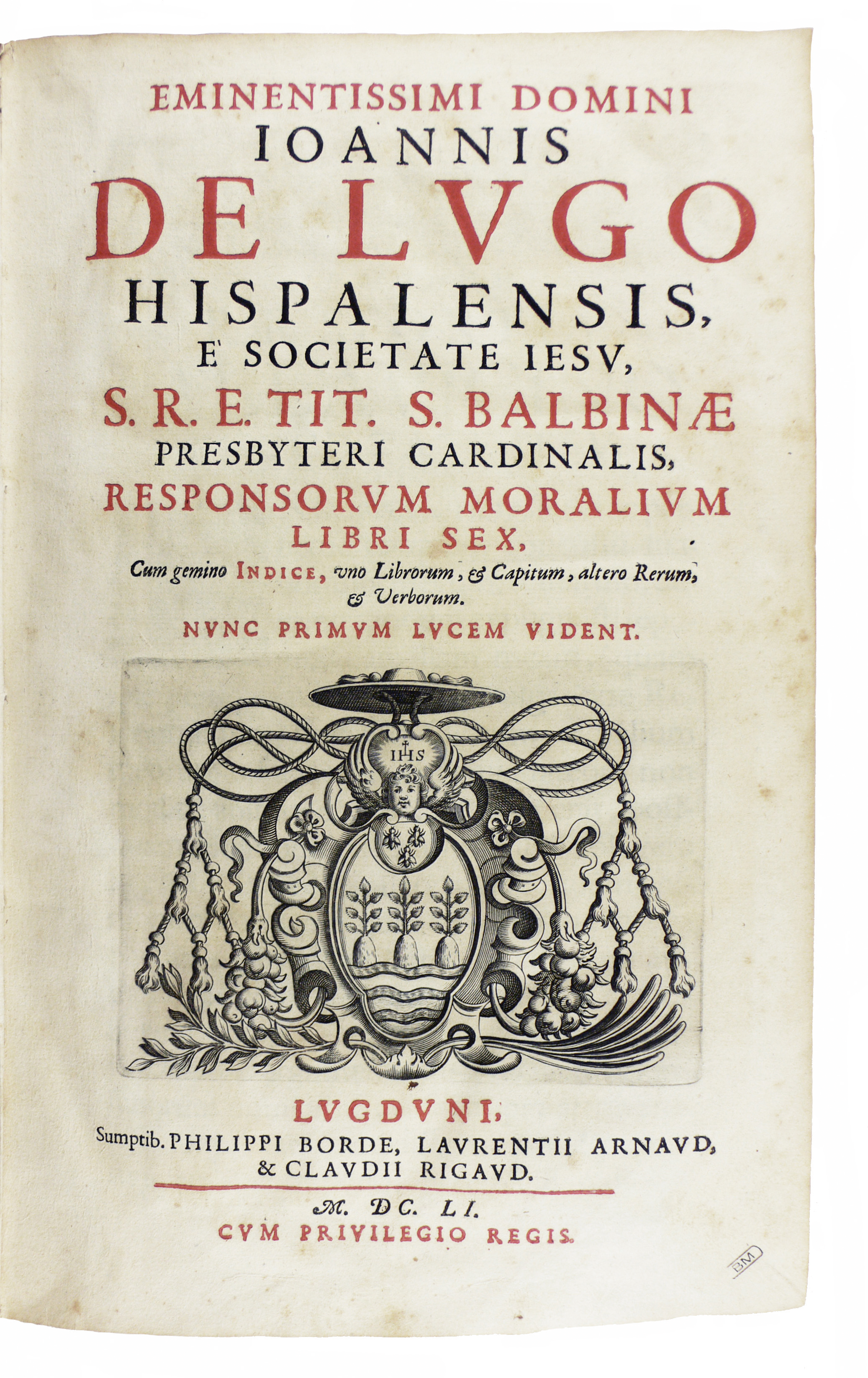
Responsorum moralium libri sex, 1651 (Milano, Fondazione Mansutti).

### A Lione
1633 - De Incarnatione Domini

1633 - De sacramentis in genere

1636 - De Venerabili Eucharistiae Sacramento et de sacrosancto Missae sacrificio

1638 - De Virtute et Sacramento poenitentiae, de Suffragiis et Indulgentiis

1642 - De justitia et jure

1646 - De virtute fidei divinae

1651 - Responsorum morialum libri sex

### A Colonia
pubblicato postumo

1716 - De Deo, de Angelis, de Actibus humanis et de Gratia

### Manoscritti
conservati a Madrid, Salamanca, Karlsruhe, Malines.

De Anima

Philosophia

Logica

De Trinitate

De Visione Dei